# Lauren Holly
Lauren Holly (Bristol, Pensilvania, 28 de octubre de 1963) es una actriz estadounidense.

## Biografía
El padre de Lauren fue profesor de Literatura Inglesa, por lo que no sorprende su licenciatura en esa especialidad. Sus padres fueron profesores, siendo su madre una profesora de Historia del Arte en la Universidad de Rochester.

## Filmografía
- Seven Minutes in Heaven (1985) .... Lisa
- Band of the Hand (1986) .... Nikki
- Las aventuras de Ford Fairlane (1990) .... Jazz
- Dragon: The Bruce Lee Story (1993) .... Linda Lee
- Dumb & Dumber (1994) .... Mary Swanson
- Sabrina (1995) .... Elizabeth Tyson, MD
- Abajo el periscopio (1996) .... Teniente Emily Lake, Diving Officer
- Beautiful Girls (1996) .... Darian Smalls
- A Smile Like Yours (1997) .... Jennifer Robertson
- Turbulence (1997) .... Teri Halloran
- VigVig (1998) .... Marybeth
- No Looking Back (1998) .... Claudia
- Any Given Sunday (1999) .... Cindy Rooney
- Entropy (1999) .... Claire
- What Women Want (2000) .... Gigi
- The Last Producer (2000) .... Frances Chadway
- El viaje de Chihiro (2001) .... Yuko Ogino (voz en inglés)
- Pavement (2002) .... Buckley Clarke
- Changing Hearts (2002) .... Amber Connors
- Raising Flagg (2003) .... Rachel Purdy
- In Enemy Hands (2004) .... Mrs. Rachel Travers
- Mind of crime (2004) .... Jodie Colter
- Solo postres (Just Desserts, 2004) .... Grace Carpenter
- U-Boat (2004)
- Down and Derby (2004) .... Kim Davis
- The Godfather of Green Bay (2004) .... Molly
- The Chumscrubber (2005) .... Dueña de boutique (tienda)
- Crank: High Voltage (2009)
- You're So Cupid (2010) .... Audrey Valentine
- Scream of the Banshee (2010) .... Profesora Isla Whelan
- Hot Frosty (2024) ... Jane Miller

## Series
- Love Lives On (1985) .... Tracy
- All My Children .... Julie Rand Chandler (#2) (1986-1989)
- Archie: To Riverdale and Back Again (1990) .... Betty Cooper
- The Antagonists (1991) .... Kate Ward
- Fugitive Among Us (1992) .... Suzie Bryant
- Picket Fences .... Maxine Stewart (1992–1996)
- Dangerous Heart (1994) .... Carol
- Chicago Hope TV Series .... Dr. Jeremy Hanlon (1999–2000)
- Jackie, Ethel, Joan: The Women of Camelot .... Ethel Kennedy (2001)
- Santa, Jr. (2002) .... Susan Flynn
- King of Texas (2002) .... Mrs. Rebecca Lear Highsmith
- Caught in the Act (2004) .... Jodie Colter
- Just Desserts (2004) .... Grace Carpenter
- NCIS: Naval Criminal Investigative Service (2005-2009) Hasta la 6ª temporada ... Directora del NCIS Jennifer "Jenny" Shepard
- Leverage (2009) .... Tobey Earnshaw
- Las aventuras de Chuck y sus amigos (2011-2012) .... Chuck ´´voz´´
- Motive (2013-2016)...Dra. Betty Rogers
- Family Law (2021-presente)	Joanne Kowalski